# Goran Siljanovski
Goran Siljanovski (in macedone Горан Силјановски?; Tetovo, 1º luglio 1990) è un calciatore macedone, difensore o centrocampista del Besa Dobërdoll.

## Carriera

### Club
Ha giocato nella massima serie del campionato macedone con varie squadre.
Il 1º luglio 2017 viene acquistato a titolo definitivo dalla squadra albanese del Flamurtari Valona.

### Nazionale
Il 18 giugno 2014 esordisce con la nazionale macedone nell'amichevole contro la Cina persa per 2-0.

## Palmarès

### Club

#### Competizioni nazionali
- Coppa di Macedonia: 3

Renova: 2011-2012
Rabotnički: 2013-2014, 2014-2015
- Campionato macedone: 1

Rabotnički: 2013-2014